# A rizs és a só évei
A rizs és a só évei (The Years of Rice and Salt) Kim Stanley Robinson 2002-ben megjelent alternatív történelmi regénye. A kötet 2003-ban Locus-díj-at kapott. Magyarországon a regény 2009-ben a Metropolis Könyvek sorozatban a Metropolis Media kiadásában jelent meg.

## Történet
|  | Alább a cselekmény részletei következnek! |

A 14. századi Európa területén pestisjárvány tör ki, mely kiirtja a népesség túlnyomó többségét. A kontinens keresztény kultúrája szinte teljesen megsemmisül, helyét a betelepülő iszlám és buddhista népek kultúrája veszi át. Az Újvilágot Kína hadihajói fedezik fel. A Közel- és Távol-Keleten szuperhatalmak jönnek létre. India a gyorsan fejlődő tudománynak és technikának köszönhetően a kisebb nemzetek vezetőjévé válik.
Az alternatív történelmi regényben központi szerepet tölt be a lélekvándorlás, a tanulságok és a következmények a „bardó”ban – halál utáni létben – kerülnek kimondásra.
A regény tíz nagy részre osztva dolgozza fel hatszáz év történelmét. Mindezt hétköznapi emberek vagy jelentős személyek életútján keresztül. Hosszú idő eltelik, míg tudatosul a tény: az európai kultúra nincs többé. A fejezetekben a helyi sötét középkorból törnek ki az emberek, és indulnak meg a fejlődés útján. Ez erőszakos hódításokat és világháborút is magával hoz, hogy aztán a történet legvégén eljöjjön a megvilágosodás, és rájöjjenek az emberek, hogy tudatosabban kell élniük. A szerző nagyszabású látomása számtalan utalásával folyamatosan próbára teszi az olvasó tudását, lebilincselő alternatívát kínál bolygónk múltjára, jelenére és jövőjére.

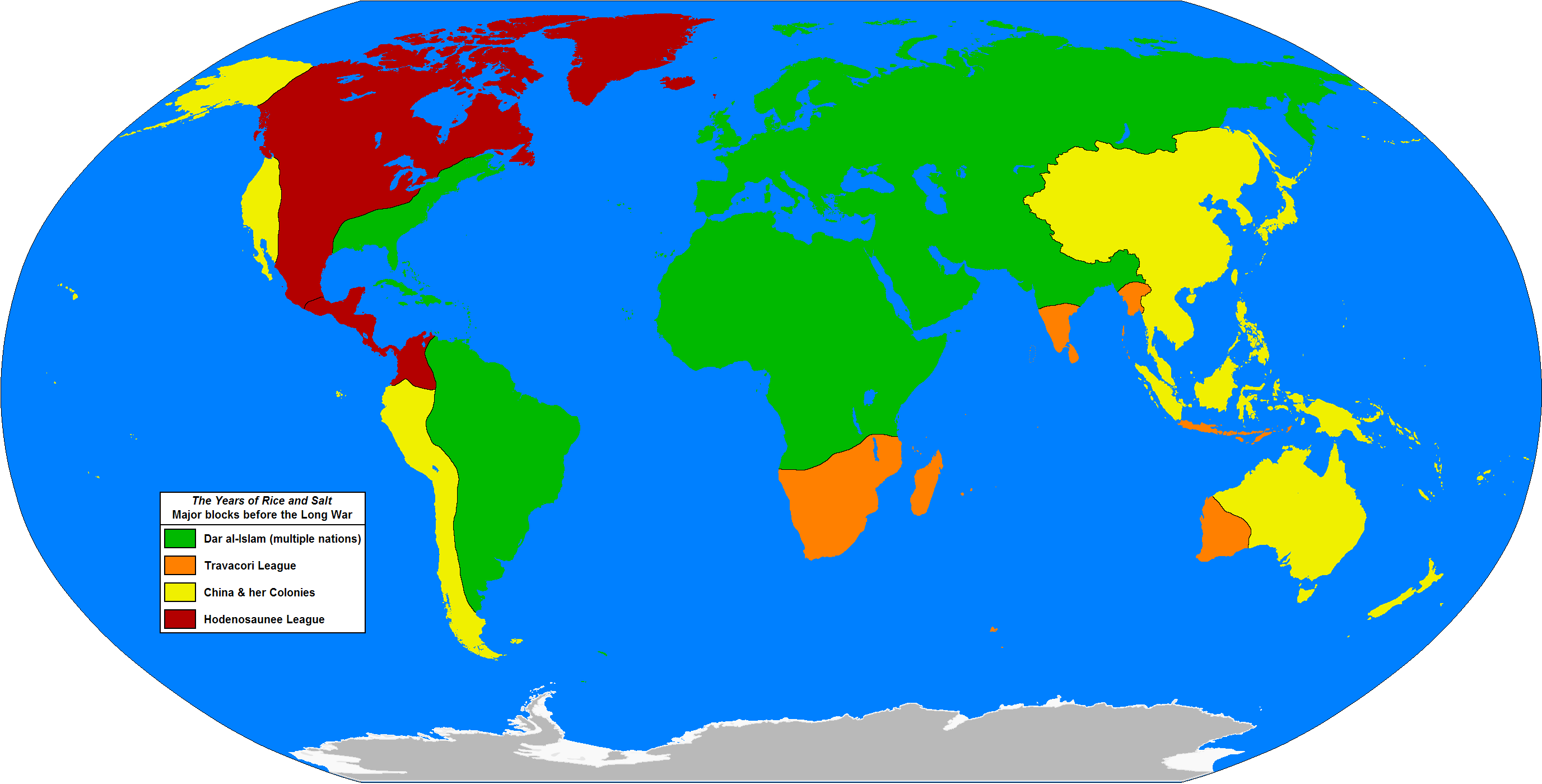
Térkép A rizs és a só évei regényben szereplő négy nagy szövetségről a hosszú háború (1333) előestéjén
----
Dar al-Islam (Több nemzet szövetsége a háború alatt)
Travancori League (Travancore-i Liga)
China & her Colonies (Kína és gyarmatai)
Hodenosaunee League (Hadinoszóni Törzsszövetség)

|  | Itt a vége a cselekmény részletezésének! |

Gate, gate, paragate, parasamgate, bodhi, svaha.

## Vélemények a regényről
- „Döbbenetes.” (Guardian)
- „Elgondolkodtató, irodalmi értékű alternatív történelmi regény az egyik legfontosabb mai SF-szerző tollából.” (New York Times Book Review)
- „Robinson leggazdagabb, legelegánsabban kidolgozott és legmeghatóbb regénye, meditáció a történelemről és az emberiességről, amely könnyű válaszok helyett valódi tudást kínál.” (Washington Post Book World)
- „Érdekfeszítő, páratlan mű egy idegenségében is ismerős világtörténelemről.” (Orlando Sentinel)
- „Nem akármilyen regény: tele ötletekkel, filozófiával, teológiával és tudományos elméletekkel.” (Publishers Weekly)[3]

## Magyarul
- A rizs és a só évei; ford. Uram Tamás; Metropolis Media, Bp., 2009 (Metropolis könyvek)